# Helsingørkanalen
Helsingørkanalen var en græsrodslokalradio drevet af frivillige, der startede i 1986. Kanalen var reklamefri. Der sendtes torsdag til søndag, hovedsageligt i aftentimerne. 10-12 redaktioner udfyldte sendefladen.
Af økonomiske årsager valgte bestyrelsen at lukke stationen med virkning fra 30/6-2012.
Helsingørkanalen var en del af "paraplyorganisationen" Radio Helsingør på frekvensen FM 92,8 MHz.
Kanalen havde til huse på Lundegade 17 i Helsingør.

## Ekstern henvisning
- Radio Helsingør, Paraplyorganisationens egen side.